# 国際連合安全保障理事会決議956
国際連合安全保障理事会決議956（こくさいれんごうあんぜんほしょうりじかいけつぎ956、英: United Nations Security Council resolution 956）は、1994年11月10日に国際連合安全保障理事会で採択された決議である。パラオの信託統治に関係する。
安保理は、信託統治制度を規定する国際連合憲章第12章と大日本帝国の委任統治領に対する信託統治（太平洋諸島信託統治領）を認めた安保理決議21に言及し、パラオ共和国の新たな地位に関する協定（自由連合盟約）が発効したことを踏まえて、信託統治協定の目的の達成と信託統治領としてのパラオの地位の終了を決定した。
また、安保理は、アメリカ合衆国が信託統治の施政権者であることに言及し、新たな地位に関する協定の承認にあたり、パラオの住民が民族自決権を無制限で行使したことに満足感を示した。
パラオの国際連合への加盟は安保理決議963において承認された。